# Gaston Balande
 (mai 2014).
Si vous disposez d'ouvrages ou d'articles de référence ou si vous connaissez des sites web de qualité traitant du thème abordé ici, merci de compléter l'article en donnant les références utiles à sa vérifiabilité et en les liant à la section « Notes et références ».
Gaston Balande, né le 31 mai 1880 à Madrid et mort le 8 avril 1971 à Paris, est un artiste peintre et dessinateur français.

## Biographie
Gaston Balande apprend seul à dessiner en copiant des gravures et des chromolithographies croisées sur les étals du marché de Saujon où il réside. Il y réussit bien, remportant même le premier prix de dessin de son école primaire. Son certificat d’étude obtenu, il ne peut pousser plus loin sa scolarité et doit travailler. Sa mère souhaite en faire un cuisinier-pâtissier, métier qu’elle juge utile au restaurant familial. Le jeune homme s’y refuse et décroche un premier emploi d’apprenti peintre chez un carrossier, puis un second, chez un peintre en bâtiment, avant de trouver un travail à sa mesure chez un restaurateur de tableaux à Cholet où il prend véritablement goût à la peinture et décide d’en faire carrière. Son patron l’initie même à la peinture de chevalet en l’accompagnant peindre sur le motif.

### Formation
La précarité de sa condition l'oblige à enchainer des emplois éphémères au sacrifice de sa formation artistique. Celle-ci prend toutefois un nouvel élan après l’intervention d’Alfred Coutureaud, abbé de Royan et peintre amateur, qui lui présente, en 1900, son ancien professeur, Henri-Joseph Harpignies. La rencontre a lieu à Paris, à l’occasion de l’Exposition universelle de 1900. Harpignies rédige pour son protégé une lettre de recommandation à l’attention du directeur de l’École des beaux-arts afin qu’il améliore son dessin. Ses premières leçons ne suffiront pas à ce qu’il réussisse du premier coup le concours d’entrée de l’École nationale des arts décoratifs de Paris. En attendant la session suivante qui doit se tenir en mars 1901, Balande renoue avec les emplois précaires et œuvre dans un atelier de peinture d’enseignes. À la fin de ses dures journées de labeur, il suit les cours du soir de l’école de dessin de la rue Étienne-Marcel. À plusieurs reprises, il se rend chez Harpignies afin que ce dernier évalue ses progrès.
Admis à l’École nationale des arts décoratifs, il peut enfin bénéficier d’une véritable formation artistique, mais il ne peut assister qu’aux cours du soir pour continuer ses emplois diurnes afin d’assurer sa subsistance.

### Les débuts
En 1902, Balande est jugé apte pour le service militaire et doit ainsi suspendre ses cours à l'École des arts décoratifs. Dans un premier temps, il est affecté à la 18e section d’infirmiers de Bordeaux. Muté ensuite à La Rochelle, il rencontre, sur place, le peintre Furcy de Lavaux, également conservateur du musée des Beaux-Arts de la ville, qui l’invite à suivre des cours du soir de dessin. À peine installé dans ses fonctions d’infirmier à l’hôpital Aufrédi, le voilà à nouveau transféré à la 22e section du Val-de-Grâce, à Paris. Un caporal fortuné de la caserne lui commande son premier tableau documenté : un Coucher de soleil sur la Seudre à Ribérou, le port de Ribérou situé à  Saujon. Balande l’envoie au Salon des artistes français, qui le refuse. Il regrettera plus tard de l’avoir soumis hâtivement à l’appréciation du jury, qui ne tardera pas, par la suite, à accepter ses œuvres.
En 1904 nait André, le fils qu'il a eu de Claire Roux, et qui mènera lui-même une carrière d'artiste peintre sous le pseudonyme d'André Delauzières, mais mourra prématurément en 1941.
Après quoi, Gaston Balande rentre à Paris, reprend ses cours du soir à l’École des arts décoratifs et fréquente les ateliers de Jean-Paul Laurens et de Rupert Bunny. Fort de leurs enseignements, il se représente, avec succès, au Salon des artistes français de 1905, avec un tableau ambitieux intitulé Quai d’Orsay en hiver. L’Académie des beaux-arts, par le biais de l’Institut, reconnait aussitôt le mérite de la toile et décerne à Balande le prix Édouard-Lemaître, qui récompense l’œuvre d’un paysagiste âgé de moins de 25 ans. Si l’on en croit les Mémoires de Balande, Fernand Cormon ne serait pas étranger à cette nomination. Il confie alors être retourné le voir, rue de Rome, et s'être vu reprocher de ne pas s’être représenté le soir de leur première rencontre, comme il l’y avait invité. Cormon lui propose néanmoins de rejoindre son atelier de l’École des beaux-arts, ce que Balande ne fait officiellement qu’en 1909.

### Étaples et le tour d'Europe
Entre-temps, sur le conseil de son ami Rupert Bunny, Balande s’installe à Étaples, port de pêche du Pas-de-Calais, où depuis les années 1880 réside une colonie internationale d’artistes. Il s’y trouve aussi des Français, comme Henri Le Sidaner, Jules Adler et Victor-Ferdinand Bourgeois. L’artiste traduit son émoi en peinture avec des toiles d’esprit naturaliste comme Le Départ pour la pêche exposée au Salon de 1907, pour lequel il obtient une médaille de seconde classe. Cette distinction confirme celles délivrées par le même jury en 1907 et 1908.
En 1911, Balande obtient la deuxième bourse de voyage allouée par l’État français, avec le soutien de l’académicien Georges Lecomte. Celle-ci lui permet de voyager pendant un an à l’étranger aux frais de l’État, avec la seule obligation de passer par les ambassades ou les consulats français pour percevoir les fonds. Ceux-ci s’élèvent à 4000 francs rt lui permettent de partir accompagné de son épouse. Avant le départ pour la Belgique et les Pays-Bas, première étape du voyage initiatique, Cormon lui recommande d’étudier avec soin les primitifs flamands et, surtout, lui conseille de nouveau de ne plus « peindre noir » comme Gustave Courbet. Cependant, le ton et l’atmosphère restent sombres, comme dans la plupart des autres toiles du voyage en Espagne. Ce ne sera en revanche plus le cas des œuvres peintes par Balande en Italie et à la suite de son séjour. En passant par la Camargue puis la Côte d’Azur, il aborde la péninsule par Gênes, Pise, puis descend vers Florence et jusqu’à Rome, où il se remémore les vues de Camille Corot et d’Henri Harpignies. Il part ensuite pour Naples.

### Peintre de guerre
Un tournant vers une peinture claire est amorcé dès 1914 à l’époque où Balande s’attelle à son lumineux Sur les bords de la Seine. Autour de Balande, penché sur sa palette, les convives pique-niquent, lisent, pêchent, et voguent sur la Seine, devenue le terrain de jeu privilégié des parisiens.
De passage à Saujon le 14 août 1910, il est le témoin de l'accident du train Royan – Bordeaux  en gare de Saujon ; un tableau exposé dans la mairie de Saujon témoigne de cet instant.
À la déclaration de guerre de 1914, Balande s’engage comme infirmier bénévole à l’hôpital de Saujon. Il peint plusieurs tableaux lors de cet épisode. En 1917, l’administration des Beaux-Arts le recrute pour effectuer des missions artistiques aux armées dans le but de peindre sur le vif les scènes de guerre les plus significatives. Envoyé à Nieuport, en Belgique, et à Verdun, il compose sur place des peintures particulièrement émouvantes dont Léonce Bénédite a dit qu’elles contiennent « la couleur morale des choses. » À ce titre, les tonalités brutales et le graphisme, à la fois aigu et schématique, de son Enterrement à Nieuport répondent à la tragédie en cours. Les années sombres de la guerre ne changeront pas la trajectoire de la peinture de Balande, orientée, depuis l’Italie, vers un éclaircissement de la couleur et un rôle croissant joué par la lumière.
Réfugiée à La Rochelle au printemps 1918, la famille Balande s’installe peu après dans le village voisin de Lauzières. L’artiste explore le Pays d’Aunis, dans la campagne rochelaise. Balande confère à ses Femme d’Aunis, une expression vraie et touchante qui annonce les tableaux bretons d’Henri Sollier. Les deux artistes se retrouvent, en compagnie de Paul Deltombe, aux cimaises parisiennes de la Galerie Devambez, qui organise en 1919 une exposition d’actualité intitulée « La Victoire ». Il est par la suite également invité à deux reprises à la Biennale de Venise et participe à de nombreuses expositions à l’étranger : au Brésil, en Belgique, en Suisse, en Italie, ou encore aux États-Unis où il expose à Pittsburgh, aux côtés de Georges Braque, Pablo Picasso et Maurice de Vlaminck.
En 1929, Balande voyage au Maroc, pays qu'il traverse d'Est en Ouest rapportant de nombreuses études colorées peintes sur le vif. Cette parenthèse orientale mise à part, l’artiste se ressource dans sa résidence secondaire de Lauzières-sur-Mer, où la campagne environnante, ainsi que le port voisin de La Rochelle. Sur place, Balande rencontre, en 1920, le peintre Albert Marquet. Il répond à l’invitation de Paul Signac qui loue alors une maison à La Rochelle. De leur côté, Balande et Marquet sympathisent rapidement et celui-ci invite son cadet à le suivre pour des séances de peinture sur le motif. Balande gardera de cette collaboration une empreinte indélébile.

### Entre Paris et Lauzières
Dans son atelier parisien du boulevard Arago, Gaston Balande s’investit, au début des années 1920, dans la production d’ambitieuses compositions décoratives qui sont pour lui le terrain d’une nouvelle approche de la peinture monumentale. En 1921, il révèle au public le résultat de ses recherches en adressant au Salon des artistes français Un beau jour d’été, toile achetée par l’État pour le musée du Luxembourg. Manet est cité en référence par la critique qui assimile l’agencement des baigneuses, assises au bord de l’eau, aux figures alanguies du Déjeuner sur l’herbe. L’aspect novateur de la composition n’est évidemment pas dans cette récente filiation, à laquelle on pourrait adjoindre sans mal celle de Pierre Puvis de Chavannes, mais dans la synthèse inédite entre la tradition du paysage classique et l’apport moderne de Paul Cézanne.
Balande fréquente assidument les environs de Mantes depuis qu’il a fait l’acquisition, en 1925, d’un atelier logé dans une ferme de Senneville, village de l’Eure. Comme à Lauzières, il y aménage patiemment un jardin fleuri dont il fera de nombreuses représentations. Les fleurs cueillies sont rassemblées en bouquets dans des vases dont il fait le motif central de plusieurs natures mortes. La nature, traversée à Senneville par les méandres de la Seine, est à l’origine d’une longue séquence de paysages parmi les plus personnels et les plus aboutis de sa carrière. Ces paysages d’Île-de-France garderont, jusqu’à la Seconde Guerre mondiale, cette facture riche et vibrante qui caractérise les œuvres de la maturité de l’artiste.

### La consécration
La présentation officielle de Camping, chef-d’œuvre de cette période de l’entre-deux-guerres, devant la Société nationale des beaux-arts est synonyme de l'élection de Balande au statut de sociétaire du Salon éponyme. L’année 1935 se solde agréablement par une croisière en mer Méditerranée où Balande découvre la Sicile et surtout Venise, où il conçoit des tableaux d’une grande sensibilité. Il peint son Palais des doges depuis le ponton du navire, ce qui explique l’angle de vue en contre-plongée. L’année précédant la croisière, Balande peint le site d’Étretat en Normandie. Le point de vue du haut des falaises est cette fois-ci vertigineux et répond au caractère spectaculaire et prestigieux de sa destination finale. En effet, le panneau décoratif, de grande taille, a été commandé en 1934 par la Compagnie générale transatlantique. Celle-ci le destine au salon d’écriture des premières classes du légendaire paquebot Normandie, dont les décors fastueux ont mobilisé pendant plusieurs années l’élite de la création française. Son tableau reçoit, dès son installation à bord, un tel succès que le peintre en réalise une seconde version présentée au Carnegie Institute de Pittsburgh en 1936. Aussitôt le décor du Normandie achevé, Balande se voit confier la réalisation du décor peint de la salle à manger du paquebot De Grasse.
En 1936, il est invité à la 27e exposition des Artistes rouennais à Rouen.
Balande transmet l'art du paysage à ses élèves étrangers de l’École Américaine du Palais de Fontainebleau, fonction qu’il occupe depuis 1926. Ses classes en plein-air, qui se déroulent dans le parc du château et la forêt domaniale alentour, enchantent le professeur autant que ses élèves : « C’est le vrai bonheur », dit-il. Celui-ci durera jusqu’à l’entrée en guerre de la France contre l’Allemagne en 1939. Les mois qui précèdent, Balande les passe en Grèce. Sur place, il peint abondamment grâce à l’atelier que le directeur des Beaux-Arts d’Athènes, le sculpteur Constantin Dimitriadis, met à sa disposition. Dès son retour en France, il retrouve son emploi de conservateur du musée de La Rochelle, poste qu’il occupe depuis 1931.

### La libération de La Rochelle

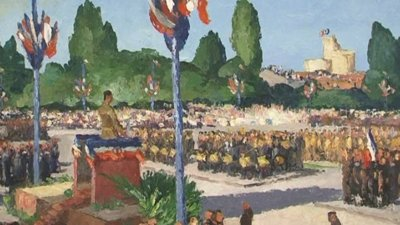
Réception du général de Gaulle par la ville de La Rochelle. Gaston Balande, 1946.

Quand La Rochelle est libérée, le 9 mai 1945, Balande célèbre l’évènement avec sa toile La Libération de La Rochelle, où l’on voit la foule massée sur la place d’Armes investie par les tanks américains. Sa Réception du général de Gaulle par la ville de La Rochelle, achetée par l’État en 1946, doit jouer ce rôle d’ambassadeur et démontrer aux décideurs locaux qu’il n’a rien perdu de son talent à s’exprimer dans les grands formats. Il attendra l’année 1955 pour se voir attribuer les fresques d’un second établissement scolaire situé dans l’agglomération de La Rochelle.

## L'héritage de Gaston Balande
La commune de Saujon a choisi d'exposer les tableaux de Gaston Balande dans la mairie et un tableau dans l'église. La mairie installée dans un bâtiment XIXe rénové, abrite la trentaine d'œuvres de l'artiste et on peut les admirer, soit lors des journées du patrimoine, soit en demandant une visite guidée organisée une fois par mois par la Mairie de Saujon.

## Profession de foi
En 1957, Gaston Balande vend sa demeure de Senneville pour ne garder que son atelier parisien et sa maison de Lauzières, à laquelle il est attaché. Ses derniers envois au Salon des artistes français sont encore des paysages de Saintonge. Son sentiment sur les Charentes exprimé dans la presse en 1926 reste intact au crépuscule de sa vie. En comparant sa terre de Lauzières aux sites bretons, près de Saint-Malo, dont il souligne la splendeur, il confesse préférer « la simplicité de sa côté aunisienne », car il y trouve « toute la finesse et toute la distinction » qui conviennent à son art. C’est la profession de foi du peintre de la nature, mort à Paris le 8 avril 1971. Il est enterré au cimetière de Nieul-sur-Mer.

## Décorations
- Officier de la Légion d'honneur (1952)[5]

## Collections publiques
- Pont de Saint-Aignan, vue de la terrasse du château, vers 1926, Paris, musée d’Orsay
- Un Bel Après-Midi d'Eté, 1921, Paris, Centre Pompidou, Musée national d'Art Moderne
- Environs de Mantes, avant 1936, Paris, Centre Pompidou, Musée national d'Art Moderne
- Marché de Sienne, Paris, Petit Palais, Musée des beaux-arts
- Le Départ pour la pêche (Étaples), 1907, musée des beaux-arts de La Rochelle
- Femmes d'Aunis, 1907, musée des beaux-arts de La Rochelle
- Portrait de Paul Gouineau jouant au tennis, 1912,  musée d'art et d'histoire de Cognac
- Le Vieux Pont d’Espalion, 1920, Gap, musée Muséum départemental des Hautes-Alpes
- Improvisation, 1923, musée des beaux-arts de Pau
- Libération de La Rochelle, 1945, musée des beaux-arts de La Rochelle
- Le Pont de Savoie à Bellegarde en Valserine, 1947, musée départemental du Bugey-Valromey
- La Meuse à Namur, vers 1928, musée des beaux-arts de Dijon[6]
- Le Pont d'Eyguine, musée des beaux-arts de Pau
- Réception de la princesse Elisabeth d'Angleterre au musée Galliera, en 1948, 1948, musée Carnavalet

## Salons
- 1905, Salon des artistes français
- 1907, Salon des artistes français (médaille de seconde classe)

## Expositions
- « Gaston Balande 1880-1971 », New York, Hammer Galleries, du 20 février au 8 mars 1986
- « Les Balande de Saujon », La Rochelle, archives départementales de la Charente-Maritime, du 21 juin au 30 août 1996,
- « La Seine au fil des peintres, de Boudin à Vallotton », Vernon, musée Alphonse-Georges-Poulain, du 23 avril au 25 juillet 2010
- « Peintures du port », La Rochelle, chapelle des Dames Blanches et musée des beaux-arts de La Rochelle, du 8 avril au 1er mai 2011
- « French Naturalist Painters 1890-1950 », Londres, The Fleming Collection, du 12 juin au 7 juillet 2012

### Sur Gaston Balande
- J.M., Exposition Gaston Balande, préface, catalogue d’exposition, Salle des Dépêches, Royan, août 1918, pp. 1–3.
- Charles Fegdal, « À l'atelier de Gaston Balande », dans La Revue des Beaux-Arts, n°432, Paris, janvier 1925, pp. 5-6.
- Camille Mauclair, Art contemporain français, préface, Musée d’art et d’histoire de Genève, 1926, pp. 3–8.
- V. Pica, Exposition, catalogue d’exposition, Galleria Pesaro, Milan, janvier 1926.
- Gustave Kahn, Exposition, préface, catalogue d’exposition, Galerie des Artistes français, Bruxelles, mars 1928.
- G. Grappe, Exposition Balande, préface, catalogue d’exposition, Galerie Druet, Paris, 23 novembre - 6 décembre 1935.
- G. Ricot, Exposition, préface, catalogue d’exposition, Galerie Druet, Paris, 1938.
- F. Thy, Exposition, préface, catalogue d’exposition, Galerie Druet, Paris, 1938.
- P. Moisy, Catalogue du musée de peinture de la Rochelle, La Rochelle, Pijollet, 1962, p. 3.
- Oscar Ghez et François Daulte, Maîtres connus et méconnus, de Montmartre à Montparnasse, catalogue d’exposition, Musée du château d’Annecy, juin–septembre 1964, p. 15.
- J.-C. Lesage, Les Peintres des côtes de Pas-de-Calais, de Turner à Dubuffet, Étaples, A.M.M.E, 1987.
- M.-F. Huyghes des Etages, Le Poitou-Charentes à travers les peintres, Paris, Conti, 1991, pp. 134–135.
- Thierry Lefrançois (préface d'Arnaud d'Hauterives), Gaston Balande méconnu, Être et Connaître, La Rochelle, 2004.
- François Lespinasse, La Seine au fil des peintres, de Boudin à Vallotton, Bonsecours, Musée de Vernon, Point de Vues, 2010, pp. 11–12.
- Gaston Balande, 1880-1971, sa vie, son oeuvre, catalogue raisonné,  tome I, Saintes, Le Croit Vif, 2012.
- Gaston Balande, catalogue raisonné, tome II, La Crèche, Geste Editions, 2021.

### Ouvrages illustrés par le peintre
- La maitresse servante, par Jérôme & Jean Tharaud, Paris, Editions Lapina, 1924.
- Le pays d'Aunis & de Saintonge, par H Talvart, F de Vaux et R Bourriau, La Rochelle, R Bergevin Ed., 1926.
- Sérénités (Poèmes), par Marthe Haury, Paris, Editions Georges Girard, 1934.
- Plaquette Rotary Club de Paris, comme l'ont vu Balande et Dorbon, 1935.
- Croisière rotarienne, France Italie Yougoslavie, Notes de voyage par R Pichon, Paris, Ed. A Lahure, 1935.
- Ubu enchainé, Ubu sur la butte des paralipomènes, & Essais sur le théâtre, par Alfred Jarry, Paris, Editions Fasquelle, 1938.
- Occupation 1940-1945, Siège de La Rochelle, par Albert Miaux, La Rochelle, F Pijollet Editeur, 1945.
- Un séjour de Henri IV à Marans (17 juin 1586), par Henri Portal, La Rochelle, Editions F Pijollet, 1946.
- La Maraichine, Aventures au pays poitevin, par Georges Millandy, Paris, F Sant'Andrea Editeur, 1947.
- Ré, île accueillante, par Gaston Balande (texte et 35 dessins), La Rochelle, Librairie F Pijollet, 1950.
- Un beau jour d'été, par Gaston Balande (texte et 43 dessins), Paris, Arthaud Editions, 1950.
- Plaquette Rotary International, Convention 1953, collectif, Paris, Editions A Lahure, 1953.
- Fresques saintongeaises, par Marthe Haury, Rodez, Editions Subervie, 1958.